# Morpho parallelus
Morpho parallelus is een vlinder uit de familie Nymphalidae. De wetenschappelijke naam van de soort is voor het eerst geldig gepubliceerd in 1933 door Eugène Le Moult.